# Hoštice-Heroltice
Hoštice-Heroltice – miejscowość i gmina (obec) w Czechach, w kraju południowomorawskim, w powiecie Vyškov. W 2022 roku liczyła 629 mieszkańców.
W miejscowości jest przystanek kolejowy Hoštice-Heroltice.